# Genoa Social Forum
Genoa Social Forum (em português, "Fórum Social de Gênova") foi uma coalizão de movimentos, partidos políticos e associações  oponentes da globalização capitalista. Foi formado em 2000, um ano antes da 27ª Cúpula do G8 em Gênova (2001), com a participação de um grande número de entidades - incluindo centenas de pequenas organizações - majoritariamente italianas..</ref> Apesar de ter formulado vários pedidos de reunião com representantes institucionais, já que um contra-fórum estava sendo programado , em 24 de junho de 2001 apenas puderam se reunir com o chefe de polícia, Gianni De Gennaro. O porta-voz nacional do Fórum era Vittorio Agnoletto , ex-membro do Parlamento Europeu pelo Partido da Refundação Comunista. 